# Campeonato Europeo de Triatlón de 1994
El X Campeonato Europeo de Triatlón se celebró en Eichstätt (Alemania) el 2 de julio de 1994 bajo la organización de la Unión Europea de Triatlón (ETU) y la Federación Alemana de Triatlón.

## Resultados
| Evento    | Oro                               | Plata                                | Bronce                                     |
| --------- | --------------------------------- | ------------------------------------ | ------------------------------------------ |
| Masculino | Simon Lessing Reino Unido 1:50:38 | Ralf Eggert · Alemania · 1:52:34     | Rainer Müller-Hörner · Alemania · 1:53:37  |
| Femenino  | Sonja Krolik · Alemania · 2:02:51 | Sabine Westhoff · Alemania · 2:05:23 | Isabelle Mouthon-Michellys Francia 2:05:58 |

## Medallero
| Núm. | País        | Oro | Plata | Bronce | Total |
| ---- | ----------- | --- | ----- | ------ | ----- |
| 1    | Alemania    | 1   | 2     | 1      | 4     |
| 2    | Reino Unido | 1   | 0     | 0      | 1     |
| 3    | Francia     | 0   | 0     | 1      | 1     |
|      | TOTAL       | 2   | 2     | 2      | 6     |